# أنطون يوسف حنا دياب
اَنْطون يوسُف حَنّا دِياب (ولد حوالي عام 1688م في حلب) كان ماروني سوري. حكى قصص كثيرة للمستشرق الفرنسي أنطوان غالان، بما فيها علي بابا والأربعون لصا وعلاء الدين.

## حياته
الوثيقة التاريخية الرئيسية حول حنا دياب إسمها السياحة. حنا دياب كتبها عام 1763م. وثيقة تاريخية أخرى هي مذكرات أنطوان غالان.
حنا دياب ولد حوالي عام 1688م في حلب. عائلته كانت مارونية. تعلم اللغة الفرنسية والإيطالية والتركية والأوكسيتانية. عام 1707 التقى الرحالة الفرنسي (بول لوكاس). حنا دياب أصبح خادمه ومترجمه. قاموا بالإبحار إلى مصر وطرابلس وتونس وثم إلى كورسيكا وليفورنو وجنوة ومارسيليا. أتوا لباريس عام 1708.
17 مارس 1709 التقى دياب بأنطوان غالان ومن مارس لجونيو حكى قصص كثيرة له, ربما باللغة الفرنسية. غالان كتب القصص في مذكراته. في وقت لاحق غالان طبع الكثير منها في النسخة المترجمة للفرنسية من ألف ليلة وليلة دون ذكر حنّا دياب.
حنّا دياب أمل بالعمل في المكتبة الوطنية الفرنسية لويس الرابع عشر ملك فرنسا. ولكن عام 1710 رجع إلى حلب.
أصبح تاجر في السوق وتزوج عام 1717. ربما كان كاتب مخطوط آخر. فيه يوجدون كتاب سياحة خوري الياس الموصولي وكتاب رحلة سعيد باشا من طرف العثمالي إلى بلد فرنسا.